# 年刊AhSKI!
『年刊AhSKI!』（ねんかんア・スキー）は、毎年4月に『月刊アスキー』のパロディ版として発行された雑誌（1号、2号は本誌の綴じ込み付録の形で、21世紀の懐古リバイバル企画ではムックの付録として発行）である。
掲載されている記事、広告ともすべてパロディであったが、掲載されているプログラムは、すべて実際に動作するものだった。また「 - アドベンチャー」シリーズの住所の変遷は、同社ないし同誌編集部の移転の履歴である。

## 発行号
- 1号 - 1981年発行（『月刊アスキー』1981年4月号綴じ込み付録）
- 2号 - 1982年発行（『月刊アスキー』1982年4月号綴じ込み付録）
  - 表参道アドベンチャー
- 3号 - 1983年発行
  - 南青山アドベンチャー
- 4号 - 1984年発行
  - ガ・ウォーゲーム - 日本の特撮映画、特撮TV番組などのパロディが登場するSLG
- 5号 - 1985年発行
  - クワルティルカ - 究極のRPG
- あ・すきい新聞 - 1986年発行（『月刊アスキー』1986年4月号綴じ込み付録）
- 6号 - 1987年発行
- 7号 - 1988年発行
- 2001年4月 - ムックとして当時アスキーが刊行中の『BSD magazine』のパロディ版『パロディ版BSD magazine Vol.1 2001』[2]が刊行。内容はまったく『AhSKI!』の雰囲気。
  - 南新宿アドベンチャー
- 2004年版 - 2004年発行（『月刊アスキー別冊 蘇るPC-9801伝説 永久保存版』付録）
- 2005年版 - 2005年発行（『みんながコレで燃えた!NEC8ビットパソコン PC-8001・PC-6001 永久保存版』付録）
- 2011年4月 - 東日本大震災の影響などで例年恒例だったImpress Watchがエイプリルフール企画を休止などするなか、『ASCII.technologies』2011年5月号の別冊付録として『エイプリルフール別冊：パロディ版 AhSKI!.technologies』を発行する。

## 復刻版
- 『月刊アスキー』1997年7月号（20周年記念号）付録CD-ROM「ASCII HISTORY DISC」に、一部再録。
- 『月刊アスキー』1999年12月号特別付録の小冊子「復刻AhSKI！」に、一部再録。
- 『月刊アスキー別冊 蘇るPC-9801伝説 永久保存版』に、1982年版を再録。
- 『みんながコレで燃えた!NEC8ビットパソコン PC-8001・PC-6001 永久保存版』に、1984年版を再録。

## 架空機種名の実在化
本誌のパロディ広告に登場する架空の機種名が、その後に実在する機種名になったことがある。6号（1987年発行号）の裏表紙に「究極のプログラマーズサバイバルキット X68030」の広告が掲載されているが、その6年後、実際にX68030というパソコンが発売された。